# 通校路
通校路（Tongxiao Rd.）為高雄市岡山區的南北向道路，北起於巨輪路，南接久和路，是串聯空軍航空技術學院介壽校區、巨輪校區兩校區的主要道路。

## 行經行政區域
- 岡山區

## 沿線設施
（由南至北）
- 空軍航空技術學院介壽校區
- 台灣中油柳橋站
- 樂安醫院
- 空軍航空技術學院巨輪校區

## 相關連結
- 高雄市主要道路列表